# عدریئیل
عدریئیل (به عبری: אְַדִריאֵל) یکی از شخصیت‌های کتاب مقدس است. او پسر برزلای محولاتی و شوهر میرب است. میرب دختر شائول بود و شائول هم وعدهٔ ازدواج با میرب را به داوود داده‌بود، ولی بر خلاف قولش میرب را به عقد عدریئیل درآورد. هنگامی که داوود بر شائول پیروزشد، پنج پسر عدریئیل از بطن میرب را به جبعونی‌ها سپرد و آنان نیز برای گرفتن انتقام از خاندان شائول آنان را به دار آویختند.
واژهٔ عدریئیل در زبان عبری به معنای خدا کمک من است می باشد.